# Alan Reed
Alan Reed (geboren als Teddy Bergman; New York, 20 augustus 1907 - Los Angeles, 14 juni 1977) was een Amerikaans acteur en stemacteur. Hij is vooral bekend als de originele stem van Fred Flintstone uit The Flintstones, Boris uit Lady en de Vagebond, en diverse spin-offseries. Hij verscheen ook in The Tarnished Angels, Breakfast at Tiffany's, Viva Zapata! (als Pancho Villa), Nob Hill en diverse andere films, en had een gastoptreden in The Dick Van Dyke Show.
Alan Reed studeerde journalistiek aan de Columbia University, maar ging zich na zijn studie bezighouden met acteren. Hij begon zijn carrière als radio-omroeper alvorens de overstap te maken naar televisie en film.
Van 1957-1958 had Reed een vaste rol als JB Hafter in de sitcom Mr. Adams and Eve.
Reed stierf aan een hartaanval in Los Angeles. Zijn laatste prestatie van Fred Flintstone was voor een cameo van dit personage in een aflevering van Scooby's All-Star Laff-A-Lympics. Zijn lichaam werd gedoneerd voor medisch onderzoek aan de Loma Linda University School of Medicine.